# Ignacy Abd-Allah I
Ignacy Abd-Allah I (ur. ?, zm. ?) – w latach 1520–1557 97. syryjsko-prawosławny Patriarcha Antiochii. 